# Liste de points extrêmes de l'Argentine

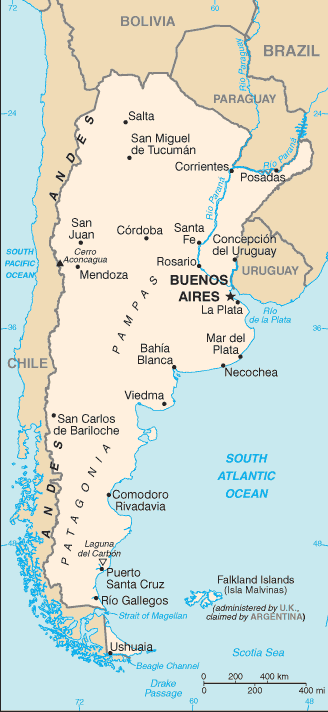
Carte de l'Argentine

Voici une liste de points extrêmes de l'Argentine.

## Latitude et longitude

### Continent
- Nord : Jujuy (21° 48′ S, 66° 13′ O)
- Sud : Monte Dinero, Santa Cruz (52° 24′ S, 68° 26′ O)
- Ouest : Cerro Agasiz, Santa Cruz (50° 04′ S, 73° 30′ O)
- Est : Bernardo de Irigoyen, Misiones (26° 10′ S, 53° 41′ O)

### Intégralité du territoire
- Nord : Jujuy (21° 48′ S, 66° 13′ O)
- Sud : Grande île de la Terre de Feu, Terre de Feu, Antarctique et Îles de l'Atlantique Sud (55° 00′ S, 66° 32′ O)[1]
- Ouest : Cerro Agasiz, Santa Cruz (50° 04′ S, 73° 30′ O)
- Est : Bernardo de Irigoyen, Misiones (26° 10′ S, 53° 41′ O)[2]

## Altitude
- Maximale : Aconcagua, Mendoza, 6 962 m (32° 39′ S, 70° 14′ O)
- Minimale : Laguna del Carbon, Santa Cruz, -105 m (49° 35′ S, 68° 21′ O)